# Омельно (Ковельский район)
Омельно (укр. Омельне) — село в Шацкой поселковой общине Ковельского района Волынской области Украины.
До 2020 года входило в Шацкий район.
Код КОАТУУ — 0725785602. Население по переписи 2001 года составляет 244 человека. Почтовый индекс — 44021. Телефонный код — 3355. Занимает площадь 0,458 км².